# Leinsweiler

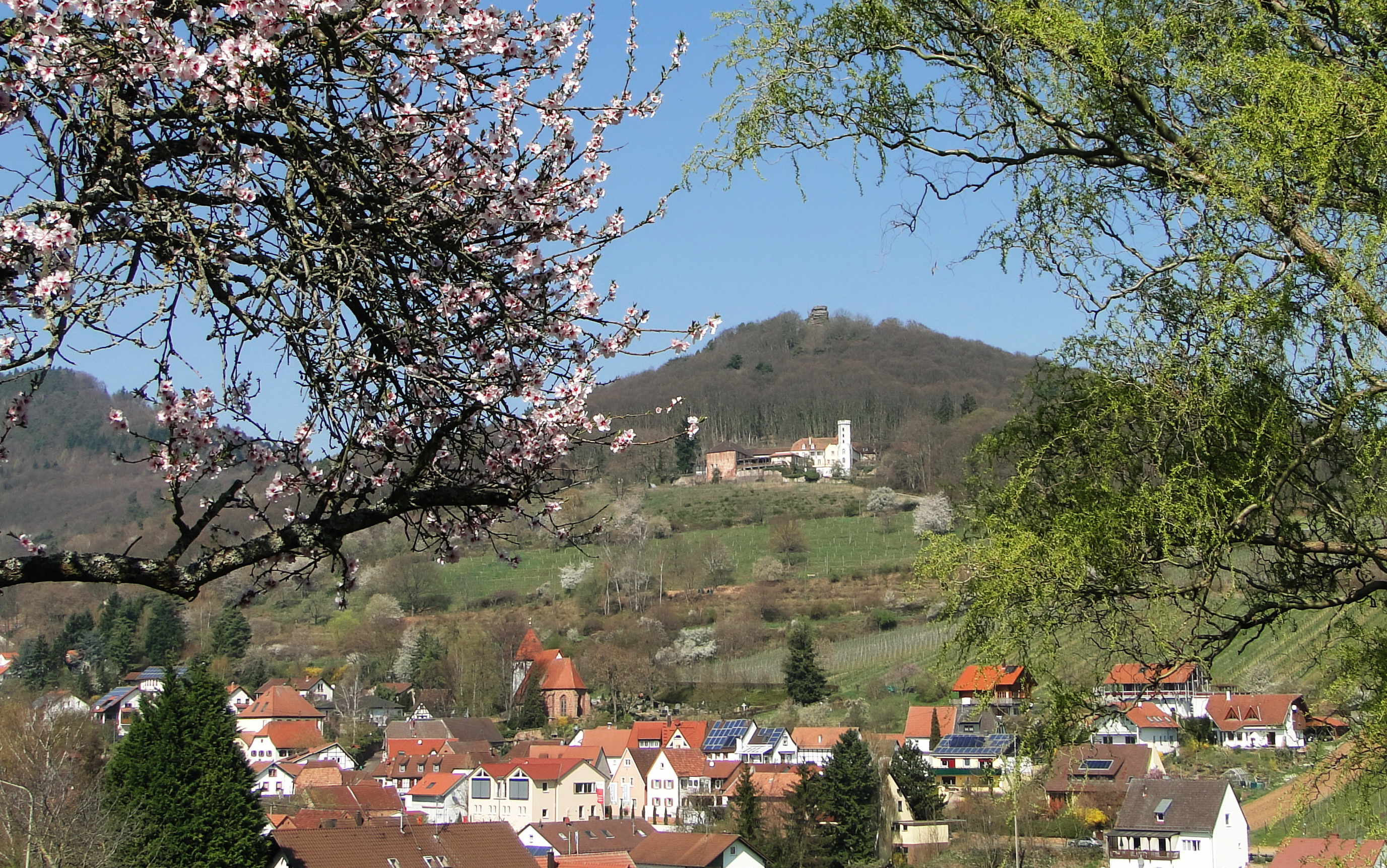
Blick auf Leinsweiler und darüber der Slevogthof

Leinsweiler ist eine Ortsgemeinde im Landkreis Südliche Weinstraße in Rheinland-Pfalz. Sie gehört der Verbandsgemeinde Landau-Land an, innerhalb derer sie, gemessen an der Einwohnerzahl, die kleinste Ortsgemeinde ist. Leinsweiler ist ein Weinort und ein staatlich anerkannter Erholungsort.

## Geographie

### Lage
Leinsweiler liegt etwa neun Kilometer westlich von Landau in der Pfalz am Haardtrand, alternativ Region Weinstraße genannt, sowie an dessen Untereinheit Oberhaardt. Die betreffende Obereinheit ist das Nördliche Oberrheintiefland. Der Westen der Gemarkung ragt in den Wasgau hinein, wie der Südteil des Pfälzerwaldes auch genannt wird. Nachbargemeinden sind – im Uhrzeigersinn – Ranschbach, Landau in der Pfalz, Ilbesheim bei Landau in der Pfalz, Eschbach, Landau in der Pfalz (Exklave), Ilbesheim bei Landau in der Pfalz (Exklave) und Annweiler am Trifels.

### Erhebungen und Gewässer
Nordwestlich des Siedlungsgebiets erstreckt sich der 533,1 Meter hohe Föhrlenberg mit seinem Ostläufer Schlossberg. Ganz im Westen erstreckt sich der Scharfenberg mit zwei Kuppen von 463 beziehungsweise 485 Metern Höhe. Der Birnbach fließt in West-Ost-Richtung durch den Ort und seine Bebauung.

## Geschichte
In Leinsweiler lässt sich Besiedlung bereits in der Altsteinzeit nachweisen (Faustkeil von Leinsweiler).
Der Name Leinsweiler entstand, als ein fränkischer König den Ort einer Freifrau namens Landswinda zu Lehen gab, die am fränkischen Hof wegen ihrer Schönheit besungen wurde. Leinsweiler wurde als „Lantsindewilare“ im Codex Edelini erwähnt, als es 985 beim Salischen Kirchenraub dem Kloster Weißenburg enteignet wurde. Bis zum Ende des 18. Jahrhunderts gehörte Leinsweiler zu Pfalz-Zweibrücken.
Von 1798 bis 1814, als die Pfalz ein Teil der Französischen Republik (bis 1804) und anschließend des Napoleonischen Kaiserreichs war, war Leinsweiler in den Kanton Annweiler eingegliedert und unterstand der Mairie Albersweiler. 1815 hatte die Gemeinde 400 Einwohner. Im selben Jahr wurde der Ort Österreich zugeschlagen. Bereits ein Jahr später wechselte der Ort aufgrund des Vertrages von München wie die gesamte Pfalz in das Königreich Bayern und 1817 in den Kanton Landau. Von 1818 bis 1862 gehörte Ramberg dem Landkommissariat Landau an; aus diesem ging das Bezirksamt Landau hervor.
Ab 1939 war der Ort ein Bestandteil des Landkreises Landau. Nach dem Zweiten Weltkrieg wurde Leinsweiler innerhalb der französischen Besatzungszone ein Teil des damals neu gebildeten Landes Rheinland-Pfalz. Im Zuge der ersten rheinland-pfälzischen Verwaltungsreform wechselte Leinsweiler am 7. Juni 1969 in den neu geschaffenen Landkreis Landau-Bad Bergzabern, der 1978 in Landkreis Südliche Weinstraße umbenannt wurde. 1972 wurde die Gemeinde der ebenfalls neu gebildeten Verbandsgemeinde Landau-Land zugeordnet. 1988 wurde Leinsweiler im Wettbewerb der deutschen Weinstraße als „Das schöne Winzerdorf“ prämiert.

## Politik

### Gemeinderat
Der Gemeinderat in Leinsweiler besteht aus zwölf Ratsmitgliedern, die bei der Kommunalwahl am 9. Juni 2024 in einer Mehrheitswahl gewählt wurden, und dem ehrenamtlichen Ortsbürgermeister als Vorsitzendem. Bei der Wahl 2024 stieg die Zahl der Ratsmitglieder gemäß rheinland-pfälzischen Kommunalwahlrecht von acht auf zwölf, da die Einwohnerzahl am Stichtag auf über 500 angestiegen war.

### Bürgermeister
Jürgen Kohlmann (parteilos) wurde am 2. September 2024 Ortsbürgermeister von Leinsweiler. Bei der Direktwahl am 9. Juni 2024 war er ohne Gegenkandidat mit einem Stimmenanteil von 55,9 % für fünf Jahre gewählt worden.
Kohlmanns Vorgänger Thomas Stübinger (parteilos) hatte das Amt 2013 übernommen und kandidierte bei der Wahl 2024 nicht erneut. Seine Vorgänger waren Hubert Horbach (Amtszeit 2008–2013) und der Anfang 2008 verstorbene langjährige Ortsbürgermeister Ulf Bauernfeind.

### Wappen
| Wappen von Leinsweiler | Blasonierung: „In Blau ein halber rotbewehrter und -bezungter silberner Löwe, eventuell auch ein Greif.“ |
| Wappen von Leinsweiler | |

### Gemeindepartnerschaft
Seit dem 23. August 2003 bestand eine kommunale Partnerschaft mit der ungarischen Gemeinde Gerjen. Diese wurde auf Wunsch des Gemeinderates im Jahre 2011 beendet, da sowohl die große Entfernung als auch die sprachlichen Verständigungsprobleme auf die Dauer eine Zusammenarbeit fast unmöglich machten.

## Kultur und Sehenswürdigkeiten

### Kulturdenkmäler

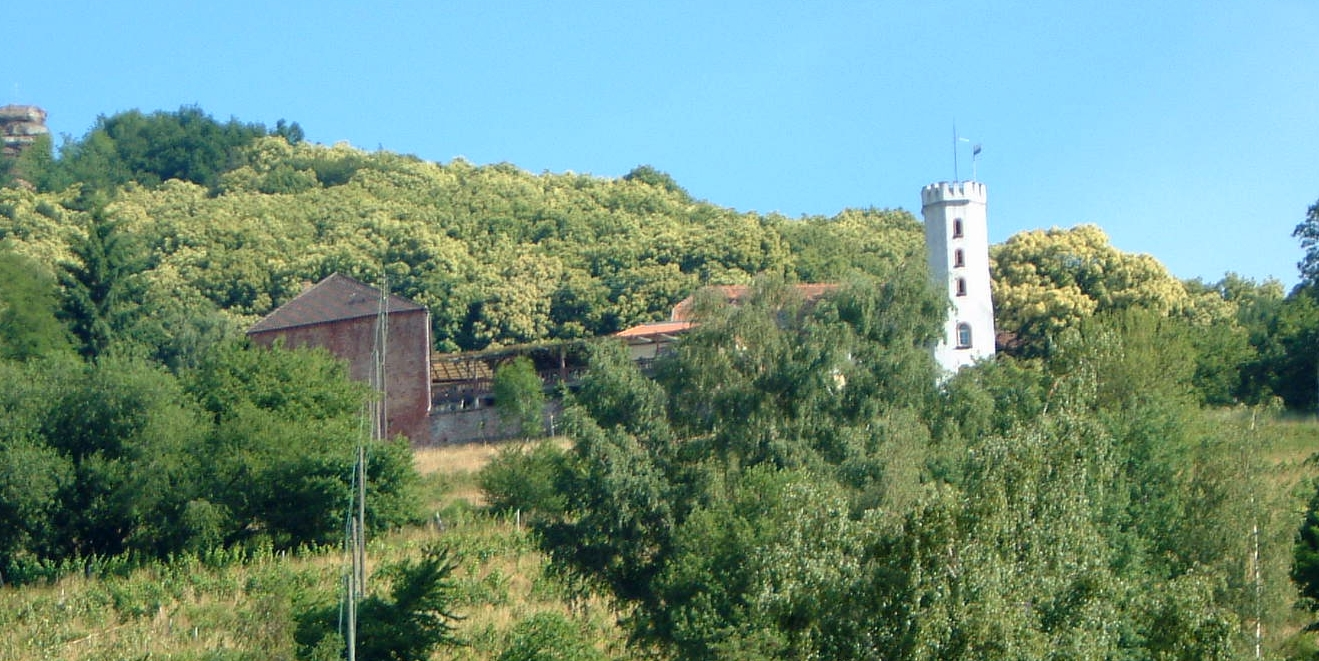
Der Slevogthof von der Talgemeinde aus im Jahr 2002

Der Ortskern sowie die auf der Gemarkung von Leinsweiler befindlichen Ruinen der Burgen Anebos, Scharfenberg und Neukastel, die mit Ausnahme Letzterer zur Trifelsgruppe gehören, sind als Denkmalzonen ausgewiesen.
Hinzu kommen zahlreiche Einzelobjekte, die unter Denkmalschutz stehen, darunter das örtliche Rathaus aus dem Jahr 1619 mit seiner Arkadenhalle und der Dorfbrunnen von 1581. Der Ort besitzt eine spätgotische Martinskirche aus dem 13. Jahrhundert sowie eine Reihe gut erhaltener Fachwerkhäuser.
Bekanntestes Ziel auf Leinsweiler Gemarkung ist der sogenannte Slevogthof, in dem der bekannte Künstler Max Slevogt (1868–1932) ab 1914 mit Unterbrechungen bis zu seinem Tode lebte und arbeitete.

### Natur

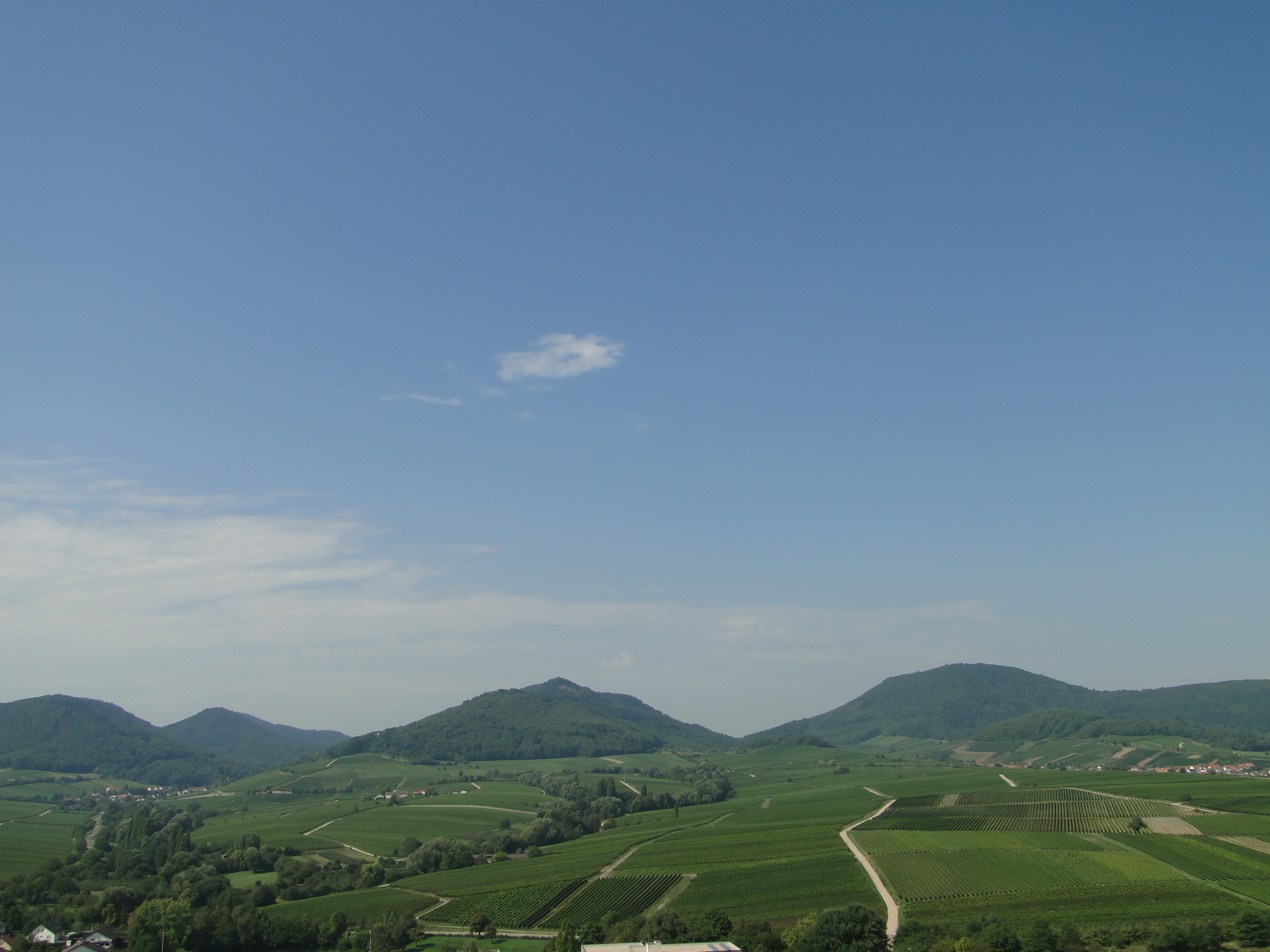
Blick auf Weinberge und Pfälzerwald bei Leinsweiler

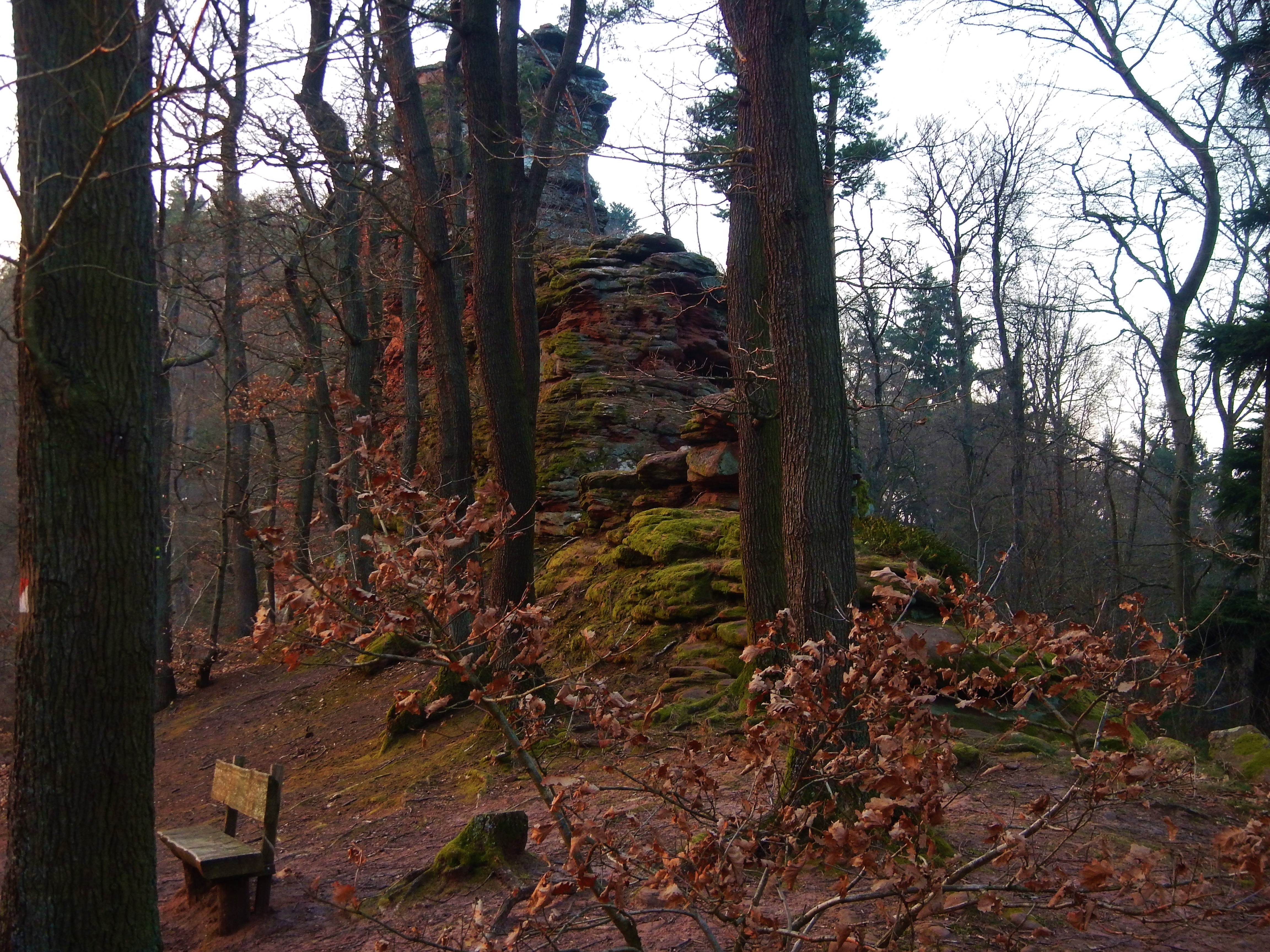
Fensterfels im Westen der Gemarkung von Leinsweiler unweit der Grenze zu Annweiler am Trifels

Das gesamte Gemeindegebiet – einschließlich des Bereichs jenseits des Pfälzerwaldes mit Bebauung samt umliegender Weinberge – ist ein Bestandteil des Naturparks Pfälzerwald, der zum grenzüberschreitenden Biosphärenreservat Pfälzerwald-Vosges du Nord gehört.
Innerhalb von Leinsweiler befinden sich insgesamt drei Naturdenkmale, darunter der Felsen der Burg Neukastel. Die Naturschutzgebiete Haardtrand – Geraide und Haardtrand – Kirchholz erstrecken sich teilweise über die Gemarkung von Leinsweiler. Im Westen der Gemarkung liegen mehrere Felsformationen wie der Jungturm, der Fensterfels und der Münzfels. Weiter östlich befindet sich der Ritterstein 222.

## Infrastruktur

### Wirtschaft
Leinsweiler ist ein Winzerort und als solcher ein Teil des Weinanbaugebiets Pfalz. Vor Ort befindet sich die Einzellage Sonnenberg mit den Sublagen Rothenberg, Am Heiligen Bäumel und Sonnenberg. Diese gehört zur Großlage Herrlich im Bereich Südliche Weinstraße. Die Gemeinde ist der Standort des Weinguts Siegrist, das Mitglied im Verband Deutscher Prädikatsweingüter ist.

### Verkehr

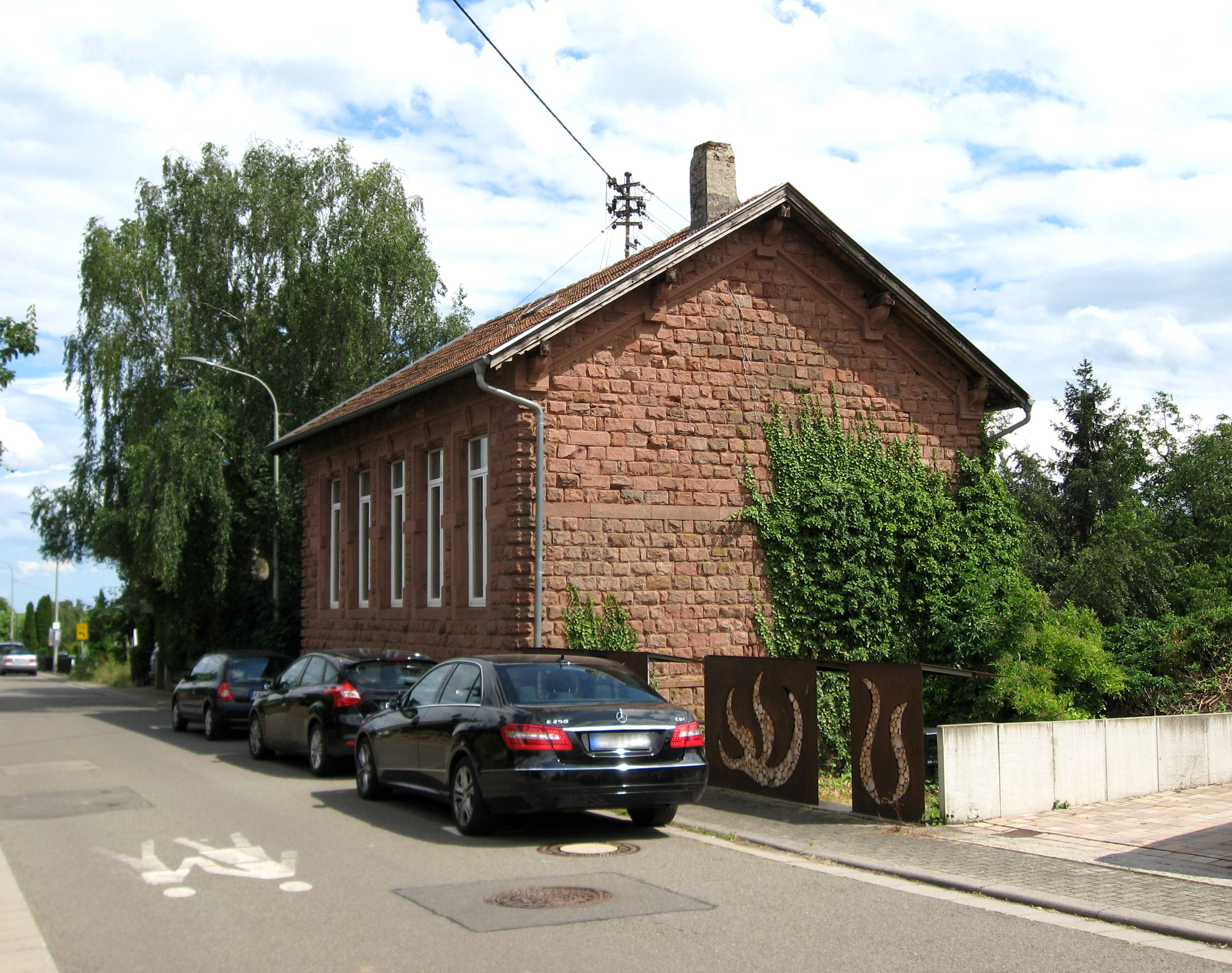
Deutsche Weinstraße, identisch mit Landesstraße 508 innerhalb von Leinsweiler

Durch Leinsweiler verlaufen die Landesstraße 508, die in diesem Bereich mit der Deutschen Weinstraße identisch ist, und die mitten im Siedlungsgebiet von dieser abzweigende Kreisstraße 20. Von Annweiler aus führt die hauptsächlich dem Tourismus dienende Kreisstraße 2 in den Westen der Gemeindegemarkung, ohne jedoch zum Leinsweiler Siedlungsgebiet vorzustoßen. Der Ort ist über die von der Queichtal Nahverkehrsgesellschaft (QNV) betriebene Buslinie 530 des Verkehrsverbundes Rhein-Neckar, die nach Landau in der Pfalz führt, an das Nahverkehrsnetz angebunden.

### Tourismus
Durch die Gemeinde führen der Prädikatswanderweg Pfälzer Weinsteig und der Themenweg Pfälzer Keschdeweg. Durch Leinsweiler verlaufen der Radweg Deutsche Weinstraße und durch den äußersten Westen der Gemeindegemarkung der zu den Saar-Rhein-Wanderwegen zählende Weg mit der Kennzeichnung Schwarzer Punkt auf weißem Balken, der von Saarbrücken nach Rülzheim führt. Darüber hinaus ist die Gemeinde östlicher Endpunkt des vom Rehberg ausgehenden August-Becker-Wanderwegs.

## Persönlichkeiten

### Ehrenbürger
- Max Slevogt (1868–1932), deutscher Maler, Grafiker, Illustrator und Bühnenbildner des Impressionismus hatte seinen Sommersitz auf dem Slevogthof.

### Söhne und Töchter der Gemeinde
- Jan-Christoph Hauschild (* 1955), deutscher Literaturwissenschaftler

### Personen, die in der Gemeinde gewirkt haben
- Konrad III. von Scharfenberg (1165–1224), Bischof, sein Stammsitz war die Burg Scharfenberg.
- Theodor Reysmann (~1503–1543/44), Lehrer, evangelischer Pfarrer und humanistischer Dichter des 16. Jahrhunderts, wurde vor Ort, wo er sich zuletzt aufhielt, begraben.
- Friedrich Ackermann (1876–1949), Politiker (SPD), starb in Leinsweiler.
- Adolf Kessler (1890–1974), Maler und Grafiker, entwarf 1955 das Wandgemälde auf dem Leinsweiler Hof.
- Karlheinz Ingenkamp (1925–2015), Pädagoge, Hochschullehrer und Schriftsteller, lebte in Leinsweiler.